# Леверетт (Массачусетс)
Леверетт (англ. Leverett) — місто (англ. town) в США, в окрузі Франклін штату Массачусетс. Населення — 1865 осіб (2020).

## Демографія
Згідно з переписом 2010 року, у місті мешкала 1851 особа в 762 домогосподарствах у складі 503 родин. Було 811 помешкання
Расовий склад населення:
| - 93,0 % — білих - 1,6 % — азіатів - 1,2 % — чорних або афроамериканців - 0,2 % — корінних американців |

До двох чи більше рас належало 3,5 %. Частка іспаномовних становила 2,1 % від усіх жителів.
За віковим діапазоном населення розподілялося таким чином: 19,2 % — особи молодші 18 років, 64,1 % — особи у віці 18—64 років, 16,7 % — особи у віці 65 років та старші. Медіана віку мешканця становила 48,7 року. На 100 осіб жіночої статі у місті припадало 99,2 чоловіків;  на 100 жінок у віці від 18 років та старших — 96,8 чоловіків також старших 18 років.
Середній дохід на одне домашнє господарство  становив 116 108 доларів США (медіана — 87 174), а середній дохід на одну сім'ю — 136 735 доларів (медіана — 101 607). Медіана доходів становила 54 950 доларів для чоловіків та 55 208 доларів для жінок. За межею бідності перебувало 6,0 % осіб, у тому числі 3,8 % дітей у віці до 18 років та 5,6 % осіб у віці 65 років та старших.
Цивільне працевлаштоване населення становило 1056 осіб. Основні галузі зайнятості: освіта, охорона здоров'я та соціальна допомога — 45,8 %, будівництво — 9,5 %, роздрібна торгівля — 8,9 %.